# Active Wheel
Active Wheel — автомобильное колесо со встроенными электродвигателями, приводящими в действие колесо, рессору, амортизатор и тормоз. Разработано французской компанией Michelin в 2009 году.
Таким образом, эти колёса делают ненужными следующие системы автомобиля: сцепление, дифференциал, приводной и карданный валы и всю систему выпуска выхлопных газов.

## Концепция активного колеса
Active Wheel представляет собой стандартные колеса, в которых расположена пара электромоторов. Один из двигателей запускает колесо и передает мощность для движения, а другой выступает как система активной подвески, чтобы улучшить комфорт, управляемость и устойчивость. Система разрабатывается для электрических транспортных средств на аккумуляторах или топливных элементах, а технология такова, что транспортное средство, оборудованное ею больше не нуждается в коробке передач, сцеплении, карданных валах, шарнирах управляемых колес и стабилизаторе поперечной устойчивости.
Компактный приводной двигатель Active Wheel и интегрированная подвеска позволила конструкторам разместить стандартные дисковые тормоза между двигателями, а это означает, что тормоз, детали подвески и привод поместились в самом колесе.

## Преимущества данной компоновки

### Высокая проходимость
В зависимости от необходимой мощности или вида привода, данное транспортное средство может включать до четырёх активных колес, для реализации полного привода. Электронная система также позволяет контролировать передаваемый крутящий момент от двигателя к каждому отдельному колесу. Таким образом можно реализовать эффект, подобный активному дифференциалу, что позволит автомобилю с системой Active Wheel передвигаться в плохих дорожных условиях гораздо увереннее, чем обычный автомобиль с механической трансмиссией.

### Адаптивная подвеска
Электродвигатель привода управления подвеской подключен к системе демпфирования с регулируемым уровнем жесткости. Эта уникальная система отличается чрезвычайно быстрым временем отклика — любые колебания автоматически корректируются всего за 0,003с.

### Пассивная безопасность
К тому же достоинством технологии Active Wheel являются преимущества в пассивной безопасности. В связи с тем, что отпала необходимость размещать двигатель в передней части транспортного средства, эта область теперь может быть полностью использована для поглощения удара.

## История разработки
Мишлен начал разработку первого активного колеса уже более 12 лет назад. За эти годы технология была представлена на нескольких концепт-карах, а в 2008 году на автосалоне в Париже Michelin представила новое поколение своего инновационного дизайна в новом электрическом концепте родстера Volage от Venturi. Но до сих пор нельзя сказать, когда будут доступны первые коммерческие образцы. Между тем, Volage Concept, который использует четыре активных колеса, был утвержден для производства в 2012 году, хотя и не ясно, будут ли на серийном варианте концепта применены те же технологии.